# IEEE 802.21
802.21 es un estándar de la IEEE publicado en el 2008. El estándar define mecanismos independientes del método o modo de acceso que posibilita la optimización del handover ya sea entre redes del mismo tipo, de las distintas redes 802 o entre redes móviles.
El estándar proporciona la información para permitir  la transferencia del servicio entre las redes de una estación base a otra,  donde pueden incluir celdas de diferentes tamaños de los distintos tipos de red tales como 802.3, 802.11, 802.15, 802.16, 3GPP y 3GPP2 a través de diferentes mecanismos y con solapamiento de cobertura.
El grupo de trabajo  de la IEEE 802.21 inició su labor en marzo de 2004, donde gradualmente más de 30 empresas se han ido uniendo. El grupo elaboró su primer borrador del estándar en mayo de 2005 que incluía la definición del protocolo. Fue publicado en enero de 2009.

## Motivo del IEEE 802.21
El objetivo es mejorar las prestaciones de los dispositivos móviles haciendo sencilla la transferencia del servicio entre las estaciones, incluyendo redes cableadas e inalámbricas, donde el handover puede no estar definido, como por ejemplo las redes 3G móviles actuales que no usan el estándar 802.

## Expectativas esperadas
- Permitir la itinerancia  entre redes 802.11 y redes móviles 3G.
- Permitir a los usuarios las teleconferencias entre redes ad hoc.
- Aplicación tanto a redes cableadas como inalámbricas.
- Compatibilidad y conformidad con otros estándares IEEE 802, principalmente la autentificación de usuario desconocido, 802.11u y la 802.11s red inalámbrica ad hoc mallada.
- Incluir definiciones para la gestión de objetos que son compatibles con las normas de gestión como SNMP.
- Aunque los algoritmos de seguridad y protocolos de seguridad no se definen en el estándar, tanto la autentificación y autorización como la red de detección y selección será soportado por el protocolo.